# Liste der Kulturdenkmäler in Groß-Gerau
Die folgende Liste enthält die in der Denkmaltopographie ausgewiesenen Kulturdenkmäler auf dem Gebiet  der  Stadt Groß-Gerau, Landkreis Groß-Gerau, Hessen.
Hinweis: Die Reihenfolge der Denkmäler in dieser Liste orientiert sich zunächst an Stadtteilen und anschließend der Anschrift, alternativ ist sie auch nach der Bezeichnung oder der Bauzeit sortierbar.
Kulturdenkmäler werden fortlaufend im Denkmalverzeichnis des Landes Hessen durch das Landesamt für Denkmalpflege Hessen auf Basis des Hessischen Denkmalschutzgesetzes (HDSchG) geführt. Die Schutzwürdigkeit eines Kulturdenkmals hängt nicht von der Eintragung in das Denkmalverzeichnis des Landes Hessen oder der Veröffentlichung in der Denkmaltopographie ab.

Da bisher keine Denkmaltopographie erschienen ist, ist diese Liste eine sehr unvollständige Liste von Objekten, deren Denkmaleigenschaft zufällig publik wurde.

## Groß-Gerau
| Bild             | Bezeichnung                         | Lage                                   | Beschreibung | Bauzeit       | Daten |
| ---------------- | ----------------------------------- | -------------------------------------- | ------------ | ------------- | ----- |
| weitere Bilder   | Historisches Rathaus                | Groß-Gerau, Frankfurter Straße 10 Lage | [ 1 ]        | 1578-         |       |
| weitere Bilder   | Bahnhof Groß Gerau                  | Groß-Gerau Lage                        | [ 2 ]        |               |       |
| weitere Bilder   | Bahnhof Groß Gerau-Dornberg         | Dornberg Lage                          | [ 3 ]        |               |       |
| weitere Bilder   | Evangelische Stadtkirche Groß-Gerau | Groß-Gerau, Kirchstraße 11 Lage        | [ 4 ]        |               |       |
| weitere Bilder   | Fasanerie                           | Dornberg, An der Fasanerie 1 Lage      | [ 5 ]        | 1722 bis 1726 |       |
| Rathaus Dornheim | Rathaus Dornheim                    | Dornheim, Rathausplatz 1 Lage          | [ 6 ]        |               |       |
| Villa Hero       | Villa Hero                          | Groß-Gerau, Gartenstraße 2 Lage        | [ 7 ]        | 1922-         |       |